# Хосе де Анчиета
Хосе де Анчиета (на испански: José de Anchieta, португалско произношение: Жозе ди Аншиета; 19 март 1534, Сан Кристобал де ла Лагуна, Канарските острови – 9 юни 1597 г., Анциета, Бразилия) е йезуитски мисионер от Канарските острови, сред най-големите фигури в историята и културата на колониална Бразилия през първия век след откриването му от португалците.
Играе роля при основаването на градовете Сао Пауло (25 януари 1554 г.) и Рио де Жанейро (1 март 1565 г.). Писател и поет, признат основател на бразилската литература. Съставя първата граматика на езика тупи. За огромен принос към каузата на просвещението и похристиянчването на бразилските индианци той получава прякора Апостол на Бразилия. Денят на Анчиета (9 юни) от 1965 г. се отбелязва в Бразилия като национален празник.
Той е канонизиран на 3 април 2014 г. от папа Франциск и затова е вторият роден светец на Канарските острови след Педро де Бетанкур и също се счита за третия светец на Бразилия, тъй като е вършил работата си на мисионер в сегашната страна.